# Ilegales (banda dominicana)
Ilegales o Los Ilegales es una agrupación musical dominicana fundada en 1993 y liderada por Vladimir Dotel. Ha recibido varias nominaciones y premios internacionales, además de llegar a las listas de Billboard Tropical. Hasta el momento, la agrupación ha grabado 12 discos y fue nominada para el Grammy Latino en 2003 al Mejor Álbum Pop. Originalmente formada como una agrupación de Merengue House, popular género latino de mediados de los 90, la agrupación se ha diversificado con otros géneros como hip hop, pop latino y balada pop. Anteriormente formado como cuarteto, actualmente es un trío.

## Trayectoria musical

### 1993-1999
Originalmente el grupo fue integrado por Vladimir Dotel, Álvaro Guzmán, Anthony de la Cruz y Jason González, con características similares al grupo Proyecto Uno. Se proyectaron internacionalmente con los temas "La Morena" y su sencillo "Fiesta caliente". Estos temas fueron premiados en "Acapulco fest" y los "Premios Eres". También fueron nominados al Grammy Latino y premios Ascap. 
El 11 de marzo de 1997 lanzaron su segunda producción titulada "Rebotando" con temas como "Sueño contigo", "Rebotando", "El Taqui Taqui" y "Como un trueno", incursionando en música romántica con temas como "Sólo me queda" y "Me haces falta". Antes de la grabación de este disco Álvaro Guzmán salió del grupo  y Rafael Rivera conocido como "Raffy"  entró a reemplazarlo.
El 15 de enero de 1998, días después de grabar el videoclip del tema titulado "Sueño contigo", sufrieron la pérdida de Jason González, uno de sus integrantes, en un accidente automovilístico. Jason fue objeto de varios homenajes como el del Festival de Viña del Mar, un mes después de su muerte. Aquí fue sustituido de manera provisional por Lenny Medina.
En 1998 se reestructuran. Raffy deja el grupo y cede su lugar a Juan Carlos Campos mientras el lugar de Jason es tomado por Carlos Montaner, más conocido como "Monty". En ese mismo año lanzan al mercado su tercer disco titulado "En la Mira", con temas como "Enamorao", "Baila", "Solo Tu", "Beat it with your rithmstick" y "Dame de eso" en versión remix.
El 26 de octubre de 1999, durante un recital en Santo Domingo grabaron el cuarto disco titulado Live, en el cual se recopilaron los éxitos de los 3 discos anteriores del grupo y le incluyeron versiones más novedosas. Este disco contiene dos temas de los años 1980: "Me he quedado solo" de Juan Gabriel y "La Ladrona" de Diego Verdaguer. Después de concluir una extensa gira por Hispanoamérica, Anthony Cruz dejó el grupo.

### 2000-2009
El 23 de enero de 2001 sale al mercado el quinto álbum de estudio Ilegales producido por BMG y titulado "On Time", con canciones como "Una copa de licor", "Chocolate", "Tu recuerdo", "Yo Quiero Una Nena" y "El Termómetro" y asimismo marca la primera transformación del grupo pasando de cuarteto a trío.
En 2002 vuelven a ser un cuarteto cuando en plena gira promocional de On Time llega a integrarse Leny Pimentel "Leny" y graban el videoclip de Una Copa de Licor. A finales de ese mismo año cambian de disquera a EMI Music. Producen el álbum "Marca Registrada" en el cual se incluyen canciones como "Siento", "Mi Novia", "Lo que traigo es bueno" y "La Cosita" , Son galardonados en el festival de Viña del Mar.
En el año 2004. Tras la salida de Carlos Montaner "Monty", por segunda ocasión vuelven a ser un trío y producen el álbum "In the room" siendo su séptimo disco y popularizándose en México la canción "No queda nada" la cual es grabada también en merengue. El disco incluye también temas como "Por Ti", "Como Tú", "La Maquinita" y "Mientras Tanto".
El 7 de noviembre de 2006, ya sin Lenny, anuncian su octava producción bajo el sello de Universal Music y con un nuevo integrante Dany Silveira. En ella presentan nuevos temas como "La monta buena", "Me tienes", "Te Necesito", "La Otra" a dúo con Monchy y Alexandra y la balada "Mátame" en versión pop y bachata así como el tema "Una noche de amor" a dúo con Gissele, y el tema ohh oh ay con Magic Juan que fue la banda sonora de la película "Un Macho de Mujer".
En el año 2008, se anuncia la salida de Juan Carlos Campos y Dany Silveira y también el cambio de sello Universal Music latino y graban el videoclip de "Ya no Toy pa eso".
El 24 de febrero de 2009 lanzan al mercado la producción titulada Hecho en el Patio bajo el sello Planet Records, este Cd incluye temas como "Ya no toy Pá eso", "Perdida", "Tu Eres", "Mami No" y "Me Haces Daño".

### 2010-presente
En 2010 Ilegales anunció el lanzamiento de su nuevo álbum Celebration, el cual está en proceso de grabación y saldría al mercado en enero de 2011. En octubre el grupo lanzó el primer sencillo titulado "Esto Es" que cuenta con la colaboración del merenguero dominicano Johnny Ventura y el cantante de música urbana Vakero.
En julio de 2011, en un "chat" hecho por la web dominicana de la revista Bureo, el grupo recordó que en 1995 fue su debut en la Fortaleza Ozama de la Zona Colonial de Santo Domingo.
En mayo de 2012 lanzaron el sencillo "Ayantame", el cual se colocó en las primeras posiciones de los Billboards y empezó a sonar en las radios. Varias semanas después se lanzaron un remix del tema con la participación de El Potro Álvarez. El tema se colocó #1 en Billboards durante 4 semanas.
En enero de 2013 lanzaron su segundo sencillo "Chucuchá", tema que consta con una fusión de merengue electrónico. La canción debutó en la lista de los Billboards, convirtiéndose en uno de los temas más escuchados en Latinoamérica.[cita requerida] Por estos éxitos durante 2012-2013, el grupo fue nominado a los premios Billboards como "Grupo Tropical".
En marzo de 2015 su tema "La Pastilla" se colocó en el ranking «Top Latin Songs» de Monitor Latino, en República Dominicana.
En 2016, Ilegales lanza su nuevo álbum “Inagotable" que incluye temas como “La Pastilla" , “Pasarla bien" , “Alo Bebe" y otros más.
En 2022, junto al grupo y formato Free Cover, realizan una presentación rememorando sus grandes éxitos.

## Discografía

### Álbumes de estudio
- Ilegales (1995)
- Rebotando (1997)
- En La Mira (1998)
- On Time (2000)
- Marca Registrada (2002)
- In The Room (2004)
- La República (2006)
- Hecho en el Patio (2009)
- Celebration (2011)
- El Sonido (2014)
- Inagotable (2016)
- Tropicalia (2019)
- 24/7 (2020)
- Otra Atmósfera (2022)
- Otro Color (2023)
- La Fiesta (2024)
- Caribeño (2025)

### Álbumes recopilatorios
- Remixes (1998)
- Serie 2000 (2000)
- Ilegales: Hits (2002)
- La Historia (2003)
- 10 de Colección (2004)
- The Best of - Ultimate Collection: Ilegales (2004)
- Mis Favoritas: Ilegales (2010)

### Álbumes en vivo
- Live (1999)
- El Sonido en Vivo (2014)